# مخابرات طیف گسترده
مخابرات طیف گسترده (به انگلیسی: Spread Spectrum Communication) روشی مخابراتی است که در آن توانِ سیگنال ارسالی، عمداً در یک بازهٔ فرکانسیِ بزرگ (معمولاً چندین مگاهرتز) پخش می‌شود. البته با این کار، آشکارسازی سیگنال، سخت‌تر می‌شود. این روش مخابراتی در برابر تداخل عمدی (پارازیت) و غیرعمدی (سیگنال فرستنده‌های هم‌کانال دیگر) پایدار است، اما بر خلاف تصور رایج، در برابر نویزِ سفید بی‌اثر است.
مخابرات طیف گسترده کاربردهای نظامی و غیرنظامی دارد. از کاربردهای رایج غیرنظامی آن می‌توان به بلوتوث، وای فای (Wi-Fi)، و مخابرات سیار (Mobile Communication) اشاره کرد.
با توجه به نحوه عملکرد گیرنده سیستم طیف گسترده، مشکل چندمسیره بودن کانال مخابراتی (Multipath channel) در این سیستم به‌خوبی حل شده و اثر آن کم خواهد بود.
مخابرات طیف گسترده، اغلب به دو روش دنبالهٔ مستقیم (Direct Sequence)، و پرشِ فرکانسی (Frequency Hopping) پیاده می‌شود. در هر دو این روش‌ها، سیگنالی به‌نام سیگنال (یا کد) گسترده‌کننده، نقشی اساسی دارد.

## کد گسترده‌کننده (Spreading code)
کد گسترده‌کننده، رشته‌ای (دنباله‌ای) نسبتاً طولانی از ۰ و ۱ هاست که بر اساس الگویی مشخص و البته شبه‌تصادفی (Pseudo-random) تولید شده‌اند. در واقع، کد گسترده‌کننده از تکرار (نامحدود) این رشته ساخته می‌شود. از رایج‌ترین روش‌های تولید کدهای گسترده‌کننده، استفاده از شیفت‌رجیسترِ فیدبک‌دارِ خطی (LFSR) است. تولید کدهای گسترده‌کننده، در مبحث میدان‌های متناهی مطرح می‌شود.
کدهای گسترده‌کننده دارای ویژگی‌های یگانه‌ای هستند؛ تعداد صفر و یک‌ها در یک دورهٔ تناوب کد، تقریباً برابر است. تابع خودهمبستگی (Autocorrelation) کدهای گسترده‌کننده، همیشه یکسان و یکتاست. همچنین، هر دورهٔ تناوب کد گسترده‌کننده و نسخه‌های شیفتِ‌دوره‌اییافتهٔ آن، شباهت بسیار کمی به هم دارند؛ این، مهم است و به شکل یکتای تابعِ خودهمبستگیِ کدِ گسترده‌کننده می‌انجامد. هر دورهٔ تناوب کد گسترده‌کننده‌ای به طول {\displaystyle N}، دارای {\displaystyle 2^{N}-1} نسخهٔ شیفت(دوره‌ای)یافته‌ است که همگی یکتا هستند. به هر نسخهٔ شیفت‌یافتهٔ کد گسترده‌کننده، یک فازِ کد گسترده‌کننده می‌گویند.
در کاربردهای مخابراتی، فرکانس کلاک (Clock frequency) کد گسترده‌کننده، به‌مراتب از فرکانس کلاک سیگنال پیام بیشتر است، و برای همین، پهنای باند سیگنال گسترده‌کننده از سیگنال پیام بسیار بیشتر است.

## پیاده‌سازی سیستم طیف گسترده

### پرش فرکانسی
در روش پرش فرکانسی، از کد گسترده‌کننده و نسخه‌های شیفت‌یافتهٔ آن برای تغییر (پرش) مداوم فرکانس حاملِ (Carrier Frequency) سیگنال ارسالی استفاده می‌شود. برای پیاده‌سازی آن، می‌توان از اسیلاتور کنترل شده با ولتاژ (VCO) دیجیتال استفاده کرد و فازهای کد را به عنوان ورودی VCO در نظر گرفت.

### دنبالهٔ مستقیم
در روش دنبالۀ مستقیم، سیگنال پیام باینری به‌صورت BPSK، مستقیم در نسخهٔ BPSK کد گسترده‌کننده، ضرب و پس‌از مدولاسیون، ارسال می‌شود. برای همین، به این روش، دنبالۀ مستقیم می‌گویند. سیگنال دریافت‌شده در گیرنده، پس‌از دمدولاسیون، در همان کد گسترده‌کننده (که در گیرنده هم به‌کار رفته) ضرب می‌شود. اگر سیگنال گسترده‌کنندهٔ دریافت‌شده و نسخهٔ تولیدشده آن در گیرنده، سنکرون (هم‌زمان) باشند، سیگنال پیام بازیابی می‌شود؛ وگرنه سیگنال پیام قابل بازیابی نخواهد بود.

## هم‌زمان‌ کردن کد (Code Synchronization)
در گیرندهٔ سیستم‌های طیف گسترده، هم‌زمان کردن کد گسترده‌کننده بسیار مهم است و انتخاب سیگنال گسترده‌کننده باید به‌گونه‌ای باشد که به این کار کمک کند. برای همین، سیگنال گسترده‌کننده باید دوره تناوب نسبتاً بزرگی داشته و نسخه‌های شیفت‌یافته (فازهای) آن دارای کمترین شباهت به هم باشند. این موضوع در مرحله هم‌زمان کردن و حذف سیگنال‌های تداخل‌گر در گیرنده، مهم است.